# Криптокорина обратноспиральная
Криптокори́на обратноспира́льная (лат. Cryptocoryne retrospiralis — травянистое растение рода Криптокорина семейства Ароидные.

## Описание
Криптокорина обратноспиральная представляет собой травянистый куст без стебля с длинными волнистыми узкими листьями, собранными в розетку. Окраска листьев от тёмно-зелёной до оливковой. Корневище ползучее, шнуровидное. Куст достигает в высоту 50 сантиметров. В природе встречается в Индокитае.

## Культивирование
При содержании растения в аквариуме оптимальная температура составляет 24—26 °C, при её понижении до 20 °C рост значительно замедляется, при температуре выше 27 °C сильно ускоряется, но при этом становится обязательным внесение минеральных удобрений. Вода должна быть средней жёсткости (более 6 немецких градусов), нейтральной или слабощелочной (pH 7,0—7,5). При резком снижении pH криптокорина подвержена «криптокориновой болезни» — листья превращаются в киселеобразную массу и отмирают. Повышение pH жёсткой воды вреда растению не причиняет. Растение малотребовательно к условиям освещения, но при длительном затенении листья становятся бледными и теряют волнистость. По спектральному составу предпочтительно освещение, близкое к естественному. Световой день должен составлять не менее 12 часов. Грунт должен быть питательным, он может состоять из крупного песка с примесью глины и торфа и быть обильно заилённым. Толщина слоя грунта должна быть до 5 сантиметров.

Как и остальные представители рода Cryptocoryne, обратноспиральная криптокорина — болотное растение и может культивироваться в условиях палюдариума или влажной оранжереи. При этом температура должна быть 26—28 °C, освещение ярким, рассеянным. В условиях оранжереи по сравнению с условиями аквариума у растения укорачиваются листья. В оранжерейных условиях криптокорина растёт значительно быстрее, чем в аквариуме. 

Как в аквариуме, так и в палюдариуме обратноспиральная криптокорина легко размножается корневыми отводками, молодые растения можно отделять от материнского после того, как у них образуются 3—4 листа. При благоприятных условиях в палюдариуме и оранжерее криптокорина цветёт, но получить семена не удаётся.